# Morti il 13 giugno

## VI secolo(1)
- 597 - Cetteo di Amiterno, vescovo italiano

## XI secolo(1)
- 1036 - Al-Zahir li-iʿzaz al-Din Allah, sovrano egiziano (n. 1005)

## XII secolo(1)
- 1142 - Goffredo II di Lovanio, nobile francese

## XIII secolo(4)
- 1231 - Antonio di Padova, religioso e presbitero portoghese (n. 1195)
- 1250 - Donnchadh, conte di Carrick, nobile scozzese (n. 1175)
- 1268 - Abū Shāma, storico arabo (n. 1203)
- 1290 - Shams al-Dīn Kayumarth, sultano

## XIV secolo(3)
- 1317 - Giacomo de Via, vescovo cattolico e cardinale francese
- 1348 - Giovanni Emanuele di Castiglia, politico e scrittore spagnolo (n. 1282)
- 1383 - Pierre-Raymond de la Barrière, cardinale francese

## XV secolo(3)
- 1475 - Giovanna d'Aviz, principessa portoghese (n. 1439)
- 1482 - Basarab IV Țepeluș cel Tânăr, principe
- 1483 - William Hastings, I barone Hastings, nobile e militare britannico

## XVI secolo(8)
- 1522 - Pier Soderini, politico italiano (n. 1451)
- 1546 - Fridolin Sicher, compositore e organista svizzero (n. 1490)
- 1550 - Veronica Gambara, poetessa italiana (n. 1485)
- 1555 - Carlo Gonzaga, condottiero italiano (n. 1523)
- 1558 - Mario Bandini Piccolomini, politico italiano (n. 1500)
- 1584 - Giovanni Sambuco, filologo, storico e medico ungherese (n. 1531)
- 1585 - Gianello Torriani, orologiaio, matematico e inventore italiano
- 1588 - Anna di Nassau, principessa (n. 1563)

## XVII secolo(20)
- 1612 - Gamō Hideyuki, militare giapponese (n. 1583)
- 1612 - Gaspare Pasquali, vescovo cattolico italiano (n. 1537)
- 1613 - Ōkubo Nagayasu, militare giapponese (n. 1545)
- 1614 - Sengoku Hidehisa, militare giapponese (n. 1552)
- 1617 - Orazio Acquaviva d'Aragona, vescovo cattolico italiano
- 1622 - Orazio Mattei, vescovo cattolico, diplomatico e nobile italiano (n. 1574)
- 1623 - Hon'inbō Sansa, goista giapponese (n. 1559)
- 1628 - John Lamb, astrologo inglese (n. 1545)
- 1631 - Lorenzo Pignoria, storico, antiquario e archeologo italiano (n. 1571)
- 1636 - George Gordon, I marchese di Huntly, nobile scozzese (n. 1562)
- 1645 - Miyamoto Musashi, militare e scrittore giapponese (n. 1584)
- 1655 - Giacomo Filippo Tomasini, vescovo cattolico, letterato e storico italiano (n. 1595)
- 1664 - Michel Corneille il Vecchio, pittore, incisore e insegnante francese
- 1665 - Auke Stellingwerf, ammiraglio olandese (n. 1635)
- 1669 - Jan Aelbertsz Riethoorn, pittore olandese (n. 1620)
- 1674 - Louis Boullogne, pittore e incisore francese (n. 1609)
- 1676 - Enrichetta Adelaide di Savoia, nobile (n. 1636)
- 1679 - Vincenzo Geremia, ingegnere, inventore e architetto italiano (n. 1575)
- 1699 - Juan Tomás de Rocaberti, teologo e arcivescovo cattolico spagnolo (n. 1627)
- 1700 - Francesco Maidalchini, cardinale italiano (n. 1631)

## XVIII secolo(21)
- 1715 - Richard Lee II, militare e politico britannico (n. 1647)
- 1718 - Luigi di Lorena, nobile francese (n. 1641)
- 1728 - Federico Cristiano di Schaumburg-Lippe, sovrano (n. 1655)
- 1732 - Johann Heinrich May il giovane, storico, filologo e orientalista tedesco (n. 1688)
- 1739 - Sofia Cristiana Luisa di Brandeburgo-Bayreuth, principessa tedesca (n. 1710)
- 1745 - Domenico Antonio Vaccaro, pittore, scultore e architetto italiano (n. 1678)
- 1747 - Henry Lee I, militare inglese (n. 1691)
- 1749 - Jan Frans van Bloemen, pittore e incisore fiammingo (n. 1662)
- 1749 - John Norris, ammiraglio britannico
- 1761 - Giuseppe Agostino Orsi, cardinale e storico italiano (n. 1692)
- 1762 - Dorothea Erxleben, medica tedesca (n. 1715)
- 1765 - Charles-François Panard, poeta e drammaturgo francese (n. 1689)
- 1770 - Diamante Medaglia Faini, poetessa italiana (n. 1724)
- 1776 - Friedrich von Spörcken, generale tedesco (n. 1698)
- 1782 - Anna Göldi, svizzera (n. 1734)
- 1787 - Josef Bárta, compositore e organista ceco
- 1794 - Filippo Lancellotti, cardinale italiano (n. 1732)
- 1797 - Samuel-Auguste Tissot, medico svizzero (n. 1728)
- 1798 - Rigas Feraios, scrittore e rivoluzionario greco
- 1798 - Maria Gabriella Felicita di Schleswig-Holstein-Sonderburg-Wiesenburg, nobildonna tedesca (n. 1716)
- 1799 - Giovanni Fantuzzi, storico, biografo e bibliografo italiano (n. 1718)

## XIX secolo(58)
- 1805 - Giovanni Battista Tommasi, principe italiano (n. 1731)
- 1809 - Rosario Gregorio, storico italiano (n. 1753)
- 1810 - Johann Gottfried Seume, scrittore tedesco (n. 1763)
- 1811 - Giorgio Castagna Giannone, medico italiano (n. 1737)
- 1812 - Benjamin Höijer, filosofo svedese (n. 1767)
- 1813 - Jean-Ignace Jacqueminot, giurista e politico francese (n. 1754)
- 1814 - Alessandro Barca, teorico della musica e chimico italiano (n. 1741)
- 1820 - Johann Michael Bach, compositore tedesco (n. 1745)
- 1823 - James Cecil, I marchese di Salisbury, nobile e politico britannico (n. 1748)
- 1823 - Antonio Fortunato Oroboni, patriota italiano (n. 1791)
- 1824 - Fortunata Sulgher, poetessa italiana (n. 1755)
- 1832 - Giuseppe Lacedelli, pittore italiano (n. 1774)
- 1840 - Vincenzo Campanari, archeologo e poeta italiano (n. 1772)
- 1844 - Ida Botti Scifoni, pittrice italiana (n. 1812)
- 1844 - Thomas Charles Hope, chimico e medico scozzese (n. 1766)
- 1844 - Ithiel Town, architetto statunitense (n. 1784)
- 1846 - Carlo Faiani, insegnante italiano (n. 1818)
- 1849 - Colomba Antonietti, patriota italiana (n. 1826)
- 1849 - Fratelli Archibugi, patriota italiano (n. 1828)
- 1849 - Davide Banderali, tenore italiano (n. 1789)
- 1849 - Cesare Scarinci, ufficiale e patriota italiano (n. 1828)
- 1850 - Juraj Palkovič, poeta, docente e traduttore slovacco (n. 1769)
- 1852 - Johann Friedrich Treml, pittore austriaco (n. 1816)
- 1856 - Florian de Kergorlay, politico e militare francese (n. 1769)
- 1857 - Amedeo Ravina, poeta, patriota e politico italiano (n. 1788)
- 1861 - Henry Gray, anatomista e chirurgo inglese (n. 1825)
- 1861 - Richard Lawrence, criminale statunitense
- 1861 - Francesco di Paola Villadicani, cardinale e arcivescovo cattolico italiano (n. 1780)
- 1864 - Girolamo Sacchetti, nobile italiano (n. 1806)
- 1865 - James Duane Doty, politico statunitense (n. 1799)
- 1866 - Antonio Nomis di Pollone, funzionario e politico italiano (n. 1799)
- 1867 - Jean Civiale, chirurgo francese (n. 1792)
- 1868 - Gaetano Benaglia, vescovo cattolico italiano (n. 1768)
- 1868 - August Grahl, pittore tedesco (n. 1791)
- 1871 - Jean Eugène Robert-Houdin, illusionista francese (n. 1805)
- 1873 - Angelo Mariani, direttore d'orchestra italiano (n. 1821)
- 1877 - Cesare Ciardi, flautista e compositore italiano (n. 1818)
- 1877 - Luigi III d'Assia, sovrano tedesco (n. 1806)
- 1877 - Jean-Jacques Pillot, rivoluzionario e scrittore francese (n. 1808)
- 1878 - Carl Stål, entomologo svedese (n. 1833)
- 1882 - Clemente I Bahous, vescovo cattolico e patriarca cattolico ottomano (n. 1799)
- 1883 - Giovanni Battista a Prato, abate, politico e giornalista italiano (n. 1812)
- 1884 - Maria Giuseppina del Liechtenstein, principessa austriaca (n. 1800)
- 1886 - Ludovico II di Baviera, re tedesco (n. 1845)
- 1886 - Bernhard von Gudden, psichiatra tedesco (n. 1824)
- 1887 - Luigi Vassalli, egittologo e patriota italiano (n. 1812)
- 1889 - Claude Marie Ferrier, fotografo francese (n. 1811)
- 1889 - Ishwari Prasad Narayan Singh, principe indiano (n. 1822)
- 1890 - Johann Georg Hiltensperger, pittore tedesco (n. 1806)
- 1894 - Filippo Coletti, baritono italiano (n. 1811)
- 1894 - Nikolaj Nikolaevič Ge, pittore russo (n. 1831)
- 1894 - Giovanni Nicotera, politico e patriota italiano (n. 1828)
- 1895 - Manuel Ruiz Zorrilla, politico spagnolo (n. 1833)
- 1898 - Friedrich Albert von Zenker, medico e patologo tedesco (n. 1825)
- 1899 - Peter Ludwig Hertel, compositore tedesco (n. 1817)
- 1899 - Francesco Sforza Cesarini, politico, patriota e militare italiano (n. 1840)
- 1899 - Lawson Tait, medico britannico (n. 1845)
- 1900 - Pietro II di Oldenburg, sovrano tedesco (n. 1827)

## XX secolo(225)
- 1901 - Leopoldo Alas, romanziere, drammaturgo e critico letterario spagnolo (n. 1852)
- 1901 - Truman H. Safford, astronomo statunitense (n. 1836)
- 1905 - Theodōros Dīligiannīs, politico greco (n. 1820)
- 1905 - Giuseppe Carlo Luigi d'Asburgo-Lorena, generale (n. 1833)
- 1907 - Vicenta Verdier, spagnola (n. 1870)
- 1908 - Antonio Aguilar y Correa, politico spagnolo (n. 1824)
- 1908 - Henry Lomb, ottico e imprenditore tedesco (n. 1828)
- 1909 - Albin Herzog, matematico svizzero (n. 1852)
- 1911 - Patrick Heeney, compositore irlandese (n. 1881)
- 1913 - Camille Lemonnier, scrittore, giornalista e poeta belga (n. 1844)
- 1913 - Gustavo Monti, avvocato e politico italiano (n. 1844)
- 1915 - Alberto Giovannini, attore italiano (n. 1878)
- 1918 - William Cowper, attore inglese (n. 1853)
- 1920 - Essad Pascià, politico albanese (n. 1863)
- 1921 - José Miguel Gómez, militare e politico cubano (n. 1858)
- 1921 - John Robert Blayney Owen, calciatore inglese (n. 1848)
- 1923 - Juana Romani, pittrice italiana (n. 1867)
- 1924 - Paolo Sala, pittore e docente italiano (n. 1859)
- 1925 - Théophile Homolle, archeologo, grecista e funzionario francese (n. 1848)
- 1925 - Paul Teste, aviatore francese (n. 1892)
- 1926 - Matúš Dula, politico e avvocato slovacco (n. 1846)
- 1927 - Gerino Gerini, politico italiano (n. 1871)
- 1927 - Giuseppe Primoli, collezionista d'arte italiano (n. 1851)
- 1928 - Robert Wynn Carrington, I marchese di Lincolnshire, politico britannico (n. 1843)
- 1930 - José Antonio Ramos Sucre, poeta venezuelano (n. 1890)
- 1930 - Henry Segrave, pilota automobilistico e pilota motonautico britannico (n. 1896)
- 1931 - Kitasato Shibasaburō, medico e batteriologo giapponese (n. 1853)
- 1931 - Richard Ranft, pittore, incisore e illustratore svizzero (n. 1862)
- 1931 - Santiago Rusiñol, pittore, scrittore e drammaturgo spagnolo (n. 1861)
- 1932 - Erik Boström, tiratore a segno svedese (n. 1868)
- 1933 - Alice Elizabeth Doherty, circense statunitense (n. 1887)
- 1933 - Atilio Granara Costa, calciatore argentino (n. 1906)
- 1934 - Theodor Däubler, scrittore e poeta austriaco (n. 1876)
- 1934 - Charlie Gardiner, hockeista su ghiaccio canadese (n. 1904)
- 1935 - Henri Mouton, chimico e biologo francese (n. 1869)
- 1936 - Bramante Cucini, sindacalista e politico italiano (n. 1893)
- 1936 - Valentin Vološinov, linguista russo (n. 1895)
- 1938 - Charles Edouard Guillaume, fisico svizzero (n. 1861)
- 1939 - Frank Glasgow Tinker, aviatore statunitense (n. 1909)
- 1940 - Alessandro Bascheni, calciatore italiano (n. 1890)
- 1940 - Valentino Bobbio, militare e politico italiano (n. 1872)
- 1940 - Simone Catalano, ufficiale e aviatore italiano (n. 1905)
- 1940 - George Fitzmaurice, regista e produttore cinematografico statunitense (n. 1885)
- 1940 - Giuseppe Goracci, militare e aviatore italiano (n. 1917)
- 1940 - Wehib Pascià, generale ottomano (n. 1877)
- 1942 - Janez Porenta, ginnasta sloveno (n. 1896)
- 1943 - Sava Kovačević, partigiano e generale jugoslavo (n. 1905)
- 1943 - Sigrid Onégin, contralto tedesco (n. 1889)
- 1943 - Kočo Racin, poeta e scrittore macedone (n. 1908)
- 1944 - Aubert Frère, generale francese (n. 1881)
- 1944 - Marcello Garosi, militare e partigiano italiano (n. 1919)
- 1944 - Ciro Siciliano, carabiniere italiano (n. 1908)
- 1944 - Henri Ghéon, medico, scrittore e poeta francese (n. 1875)
- 1945 - Hübner von Holst, tiratore a segno svedese (n. 1881)
- 1945 - František Kloz, calciatore e allenatore di calcio cecoslovacco (n. 1905)
- 1945 - Minoru Ōta, ammiraglio giapponese (n. 1891)
- 1946 - Theodor Sparkuhl, direttore della fotografia e regista tedesco (n. 1894)
- 1947 - Salvatore Citelli, medico e chirurgo italiano (n. 1875)
- 1947 - Frantz Funck-Brentano, storico francese (n. 1862)
- 1947 - Lillian Hayward, attrice statunitense (n. 1868)
- 1947 - Pierre-Albert Marquet, pittore francese (n. 1875)
- 1947 - Yone Noguchi, poeta, scrittore e saggista giapponese (n. 1875)
- 1948 - Osamu Dazai, scrittore giapponese (n. 1909)
- 1948 - Clarissa Selwynne, attrice inglese (n. 1886)
- 1949 - Ben Drinkwater, pilota motociclistico britannico (n. 1910)
- 1951 - Ben Chifley, politico australiano (n. 1885)
- 1951 - Percy Walker Nelles, ammiraglio canadese (n. 1892)
- 1952 - Andreas Brecke, velista norvegese (n. 1879)
- 1952 - Emma Eames, soprano statunitense (n. 1865)
- 1952 - Clarence Gamble, tennista statunitense (n. 1881)
- 1952 - Arthur Lyon, schermidore statunitense (n. 1876)
- 1952 - Antonio Parano, ingegnere italiano (n. 1904)
- 1953 - Jacques Oudot, medico e alpinista francese (n. 1913)
- 1954 - Herbert Burgess, calciatore e allenatore di calcio inglese (n. 1883)
- 1954 - Nikolaj Borisovič Obukov, compositore russo (n. 1892)
- 1954 - Ida May Park, sceneggiatrice e regista cinematografica statunitense (n. 1879)
- 1954 - Irving Pichel, regista e attore statunitense (n. 1891)
- 1954 - Esther Kreitman, scrittrice polacca (n. 1891)
- 1955 - Comtesse de Kermel, tennista francese (n. 1874)
- 1955 - Francesco Palmegiani, storico dell'arte, giornalista e politico italiano (n. 1892)
- 1956 - Sof'ja Vladimirovna Panina, politica, educatrice e filantropa russa (n. 1871)
- 1957 - Irving Baxter, altista, astista e lunghista statunitense (n. 1876)
- 1957 - Sam Benson, costumista statunitense (n. 1886)
- 1957 - Carl Bonde, cavaliere svedese (n. 1872)
- 1957 - Manlio Giarrizzo, pittore italiano (n. 1896)
- 1958 - Keith Campbell, pilota motociclistico australiano (n. 1931)
- 1958 - Pierre-Étienne Flandin, politico francese (n. 1889)
- 1958 - Balbino Giuliano, politico e storico della filosofia italiano (n. 1879)
- 1958 - Moisej Nappelbaum, fotografo russo (n. 1869)
- 1960 - Ken McArthur, maratoneta sudafricano (n. 1882)
- 1960 - Vicente Piera, calciatore spagnolo (n. 1903)
- 1960 - Carl Keenan Seyfert, astronomo statunitense (n. 1911)
- 1961 - Christian Hansen, ginnasta danese (n. 1891)
- 1962 - Eugene Aynsley Goossens, compositore e direttore d'orchestra inglese (n. 1893)
- 1963 - Francesco Cibarelli, medico, militare e pedagogista italiano (n. 1890)
- 1963 - Edoardo Moscatelli, velista italiano (n. 1898)
- 1964 - Fermo Melotti, operaio e partigiano italiano (n. 1912)
- 1964 - Martino Mario Moreno, diplomatico e orientalista italiano (n. 1892)
- 1964 - Michail Michajlovič Nazvanov, attore sovietico (n. 1914)
- 1965 - Martin Buber, filosofo, teologo e pedagogista austriaco (n. 1878)
- 1965 - Helen Gordon-Lennox, nobildonna britannica (n. 1886)
- 1965 - Guido Guerrini, compositore italiano (n. 1890)
- 1965 - Vittorio Pugliese, politico italiano (n. 1905)
- 1966 - Bernard Schmetz, schermidore francese (n. 1904)
- 1967 - Harold Anderson, allenatore di pallacanestro statunitense (n. 1902)
- 1967 - Antonio De Witt, pittore italiano (n. 1876)
- 1967 - Desidério Hertzka, calciatore e allenatore di calcio austriaco (n. 1898)
- 1967 - Gerald Patterson, tennista australiano (n. 1895)
- 1969 - Aacharya Atre, drammaturgo e scrittore indiano (n. 1898)
- 1969 - Martita Hunt, attrice britannica (n. 1899)
- 1969 - Alfredo Luciani, poeta italiano (n. 1887)
- 1970 - Nico Buwalda, calciatore olandese (n. 1890)
- 1970 - Giorgio Cencetti, paleografo e archivista italiano (n. 1908)
- 1970 - Piero Pilati, calciatore italiano (n. 1903)
- 1971 - Richmond Landon, altista statunitense (n. 1898)
- 1971 - James McDonald, fisico statunitense (n. 1920)
- 1971 - Máiréad Ní Ghráda, drammaturga e poetessa irlandese (n. 1896)
- 1971 - Mafalda Salvatini, soprano italiano (n. 1886)
- 1972 - Georg von Békésy, neurofisiologo e biofisico ungherese (n. 1899)
- 1972 - Nathan Bor, pugile statunitense (n. 1913)
- 1972 - Tito Cesare Canovai, politico e prefetto italiano (n. 1888)
- 1972 - Clyde McPhatter, cantante statunitense (n. 1932)
- 1972 - Robert Sherbrooke, ammiraglio britannico (n. 1901)
- 1973 - Jonas Aistis, poeta lituano (n. 1904)
- 1973 - Virginio Bertinelli, politico italiano (n. 1901)
- 1973 - Trofim Lomakin, sollevatore sovietico (n. 1924)
- 1974 - Karl Schnieke, calciatore tedesco orientale (n. 1919)
- 1974 - Ernesto Vidal, calciatore uruguaiano (n. 1921)
- 1975 - Derek Fortrose Allen, archeologo e numismatico britannico (n. 1910)
- 1975 - Ludovico Angelini, politico e medico italiano (n. 1906)
- 1975 - José María Guido, politico argentino (n. 1910)
- 1975 - Arturo Tabera Araoz, cardinale e arcivescovo cattolico spagnolo (n. 1903)
- 1976 - Géza Anda, pianista ungherese (n. 1921)
- 1976 - Jos Koetz, calciatore lussemburghese (n. 1897)
- 1977 - Pierina Belli, attivista italiana (n. 1883)
- 1977 - Thomas Campbell Clark, politico statunitense (n. 1899)
- 1977 - Gerardo Dottori, pittore italiano (n. 1884)
- 1977 - Matthew Garber, attore britannico (n. 1956)
- 1977 - Mikko Husu, fondista finlandese (n. 1905)
- 1977 - Don Oakes, calciatore gallese (n. 1928)
- 1978 - Irene Bowder, tennista sudafricana (n. 1892)
- 1978 - Dong Shouyi, allenatore di pallacanestro cinese (n. 1895)
- 1978 - Paul Wittek, orientalista e storico austriaco (n. 1894)
- 1979 - Darla Hood, attrice statunitense (n. 1931)
- 1979 - Demetrio Stratos, cantante, polistrumentista e musicologo greco (n. 1945)
- 1980 - Ernesto Dalla Libera, presbitero italiano (n. 1884)
- 1980 - Luigi Monti, aviatore italiano (n. 1911)
- 1980 - Walter Rodney, storico e politico guyanese (n. 1942)
- 1980 - Erna Stahl, pedagoga e antifascista tedesca (n. 1900)
- 1980 - Carlos Torres Pastorino, presbitero, scrittore e conduttore radiofonico brasiliano (n. 1910)
- 1981 - Joseph Jackson, velocista francese (n. 1904)
- 1981 - Jean-Louis Lafosse, pilota automobilistico francese (n. 1941)
- 1981 - Amácio Mazzaropi, attore, regista e comico brasiliano (n. 1912)
- 1981 - George Walsh, attore statunitense (n. 1889)
- 1982 - Marvin Griffin, politico e generale statunitense (n. 1907)
- 1982 - Khalid dell'Arabia Saudita, re saudita (n. 1913)
- 1982 - Joseph Martin, missionario e vescovo cattolico belga (n. 1903)
- 1982 - Jim Montgomery, cestista statunitense (n. 1915)
- 1982 - George Moorhouse, calciatore statunitense (n. 1901)
- 1982 - Riccardo Paletti, pilota automobilistico italiano (n. 1958)
- 1982 - Samuel Spritzman, ingegnere russo (n. 1904)
- 1982 - Giorgio Zoras, filologo e bizantinista greco (n. 1908)
- 1983 - Giuseppe Bommarito, carabiniere italiano (n. 1944)
- 1983 - Mario D'Aleo, carabiniere italiano (n. 1954)
- 1983 - Pietro Morici, carabiniere italiano (n. 1956)
- 1983 - Curt Siewert, generale tedesco (n. 1889)
- 1984 - Ken Armstrong, allenatore di calcio e calciatore inglese (n. 1924)
- 1984 - Adone Asinari, pittore italiano (n. 1910)
- 1984 - António Variações, cantautore portoghese (n. 1944)
- 1985 - Hans-Heinrich Reckeweg, medico tedesco (n. 1905)
- 1986 - Benny Goodman, clarinettista e compositore statunitense (n. 1909)
- 1986 - Dean Reed, attore e cantante statunitense (n. 1938)
- 1987 - Vera Caspary, scrittrice, sceneggiatrice e commediografa statunitense (n. 1899)
- 1987 - Ruggero Cori, cantante italiano (n. 1927)
- 1987 - Livio Furini, imprenditore e compositore italiano (n. 1932)
- 1987 - Johnny High, cestista statunitense (n. 1957)
- 1987 - Heinz Kloss, linguista tedesco (n. 1904)
- 1987 - Geraldine Page, attrice statunitense (n. 1924)
- 1987 - Giulio Panicali, attore, doppiatore e direttore del doppiaggio italiano (n. 1899)
- 1988 - Víctor Pozzo, calciatore e allenatore di calcio argentino (n. 1914)
- 1988 - Emil Telmányi, violinista, insegnante e direttore d'orchestra ungherese (n. 1892)
- 1989 - Corrado Agusta, imprenditore italiano (n. 1923)
- 1989 - Fran Allison, conduttrice televisiva, cantante e conduttrice radiofonica statunitense (n. 1907)
- 1989 - Scott Ross, clavicembalista e organista statunitense (n. 1951)
- 1990 - Antonio Gradoli, attore italiano (n. 1917)
- 1990 - Ra'ana Liaquat Ali Khan, politica e attivista pakistana (n. 1905)
- 1990 - Michiyo Kogure, attrice giapponese (n. 1918)
- 1991 - Ubaldesco Baldi, tiratore a volo italiano (n. 1944)
- 1991 - Gearóid Ó Cuinneagáin, politico irlandese (n. 1910)
- 1991 - Bertha Teague, allenatrice di pallacanestro statunitense (n. 1898)
- 1992 - Mario Argenton, militare e partigiano italiano (n. 1907)
- 1992 - Pumpuang Duangjan, cantante e attrice thailandese (n. 1961)
- 1992 - Nevvare Hanim, ottomana (n. 1901)
- 1993 - John Campbell, cantante, chitarrista e compositore statunitense (n. 1952)
- 1993 - Ewald Dytko, calciatore polacco (n. 1914)
- 1993 - Ena Gregory, attrice australiana (n. 1906)
- 1993 - Hermínia Silva, attrice e cantante portoghese (n. 1907)
- 1993 - Donald Slayton, astronauta e aviatore statunitense (n. 1924)
- 1994 - Charles Alvin Beckwith, militare statunitense (n. 1929)
- 1994 - June Dayton, attrice statunitense (n. 1923)
- 1994 - Nadia Gray, attrice romena (n. 1923)
- 1994 - K. T. Stevens, attrice statunitense (n. 1919)
- 1994 - Igor Youskevitch, ballerino e coreografo ucraino (n. 1912)
- 1995 - Otello Calbi, compositore italiano (n. 1917)
- 1996 - Friedrich Geiger, designer tedesco (n. 1907)
- 1996 - Ida Giavarini, italiana (n. 1908)
- 1996 - Prân Nath, musicista e cantante pakistano (n. 1918)
- 1996 - Elio Nissim, avvocato, giornalista e traduttore italiano (n. 1899)
- 1997 - Al Berto, poeta e pittore portoghese (n. 1948)
- 1997 - Francisco Celaya, calciatore spagnolo (n. 1920)
- 1997 - Cesare Augusto Fanelli, politico italiano (n. 1915)
- 1997 - Vittorio Mussolini, funzionario, sceneggiatore e produttore cinematografico italiano (n. 1916)
- 1998 - Nisim Aloni, drammaturgo e traduttore israeliano (n. 1926)
- 1998 - Lúcio Costa, architetto brasiliano (n. 1902)
- 1998 - Birger Ruud, saltatore con gli sci e sciatore alpino norvegese (n. 1911)
- 1998 - Reg Smythe, fumettista britannico (n. 1917)
- 1998 - Éric Tabarly, navigatore, velista e militare francese (n. 1931)
- 1999 - Omicidio di Gabriel Grüner e Volker Krämer, giornalista italiano (n. 1963)
- 1999 - Kjell Rosén, calciatore svedese (n. 1921)
- 1999 - Douglas Seale, attore e doppiatore britannico (n. 1913)
- 2000 - Robert Dienst, calciatore austriaco (n. 1928)
- 2000 - Hervé Le Boterf, scrittore e giornalista francese (n. 1921)
- 2000 - Herbert Maschke, calciatore tedesco orientale (n. 1930)
- 2000 - Matteo Matteotti, giornalista, politico e partigiano italiano (n. 1921)
- 2000 - Jock Shaw, calciatore scozzese (n. 1912)

## XXI secolo(127)
- 2001 - Peggy Cartwright, attrice canadese (n. 1912)
- 2001 - Salvatore Delogu, vescovo cattolico italiano (n. 1915)
- 2001 - Luise Krüger, giavellottista tedesca (n. 1915)
- 2001 - Enzo Mantovani, ingegnere e imprenditore italiano (n. 1921)
- 2001 - Ken McIntyre, musicista statunitense (n. 1931)
- 2001 - Tião Neto, contrabbassista brasiliano (n. 1931)
- 2002 - Ante Mladinić, allenatore di calcio e calciatore jugoslavo (n. 1929)
- 2002 - Sandro Sciotti, militare italiano (n. 1962)
- 2003 - Malik Meraj Khalid, politico pakistano (n. 1915)
- 2003 - Hannes Lintl, architetto austriaco (n. 1924)
- 2003 - Guy Lux, conduttore televisivo francese (n. 1919)
- 2003 - Silvio Pedroni, ciclista su strada italiano (n. 1918)
- 2003 - Antonio Pellis, calciatore italiano (n. 1930)
- 2003 - Carlo Picone, giornalista italiano (n. 1944)
- 2003 - Robin Russell, XIV duca di Bedford, nobile inglese (n. 1940)
- 2003 - Paolo Silvestroni, chimico italiano (n. 1917)
- 2004 - Stuart Hampshire, filosofo inglese (n. 1914)
- 2005 - Jonathan Adams, attore britannico (n. 1931)
- 2005 - Eugénio de Andrade, poeta e scrittore portoghese (n. 1923)
- 2005 - Giuseppe Colombo, presbitero e teologo italiano (n. 1923)
- 2005 - David Diamond, compositore statunitense (n. 1915)
- 2005 - Ermanno Krumm, poeta e critico d'arte italiano (n. 1942)
- 2005 - Bruno Landi, ciclista su strada italiano (n. 1928)
- 2005 - Tina Mirella Manferdini, filosofa italiana (n. 1927)
- 2005 - Jesús Moncada, scrittore spagnolo (n. 1941)
- 2005 - Luigi Pretto, presbitero e dirigente sportivo italiano (n. 1925)
- 2005 - Lane Smith, attore statunitense (n. 1936)
- 2006 - Olimpia Di Maio, attrice, comica e commediografa italiana (n. 1929)
- 2006 - Leonard Gray, cestista statunitense (n. 1951)
- 2006 - Charles Haughey, politico irlandese (n. 1925)
- 2007 - Claude Netter, schermidore francese (n. 1924)
- 2007 - Néstor Rossi, calciatore e allenatore di calcio argentino (n. 1925)
- 2008 - Tim Russert, giornalista, avvocato e conduttore televisivo statunitense (n. 1950)
- 2009 - Alessandro Garbin, personaggio televisivo e attore italiano (n. 1977)
- 2009 - Ardemio Marangoni, calciatore italiano (n. 1926)
- 2009 - Mitsuharu Misawa, wrestler e lottatore giapponese (n. 1962)
- 2010 - Jimmy Dean, cantante e conduttore televisivo statunitense (n. 1934)
- 2010 - Carmelo Di Mazzarelli, attore italiano (n. 1918)
- 2010 - Iosif Florianovič Gejl’man, educatore e scrittore sovietico (n. 1923)
- 2010 - Bill Herman, cestista statunitense (n. 1924)
- 2010 - János Palotai, calciatore ungherese (n. 1928)
- 2010 - Tom Stith, cestista statunitense (n. 1939)
- 2011 - Giacomo Benevelli, scultore italiano (n. 1925)
- 2012 - Jole Baldaro Verde, scrittrice e pediatra italiana (n. 1925)
- 2012 - Chiara Corbella Petrillo, beato italiana (n. 1984)
- 2012 - Roger Garaudy, scrittore, filosofo e attivista francese (n. 1913)
- 2012 - Luís Gonzaga Bergonzini, vescovo cattolico brasiliano (n. 1936)
- 2012 - Jun Hatanaka, fumettista e incisore giapponese (n. 1950)
- 2012 - William Knowles, chimico statunitense (n. 1917)
- 2012 - Hannu Posti, biatleta e mezzofondista finlandese (n. 1926)
- 2013 - Mohammed Al-Khilaiwi, calciatore saudita (n. 1971)
- 2013 - René Domingo, calciatore francese (n. 1928)
- 2013 - Alfredo Piram, calciatore italiano (n. 1919)
- 2013 - Zoran Prljinčević, calciatore jugoslavo (n. 1932)
- 2013 - Lamberto Riva, politico italiano (n. 1933)
- 2013 - Kenji Utsumi, doppiatore e attore giapponese (n. 1937)
- 2014 - Gyula Grosics, allenatore di calcio e calciatore ungherese (n. 1926)
- 2014 - Marlene, cantante e attrice brasiliana (n. 1922)
- 2014 - Chuck Noll, giocatore di football americano e allenatore di football americano statunitense (n. 1932)
- 2015 - Sergio Renán, regista cinematografico, sceneggiatore e attore argentino (n. 1933)
- 2015 - George Winslow, attore statunitense (n. 1946)
- 2016 - Ofelya Hambardzumyan, cantante sovietica (n. 1925)
- 2016 - Vincenzo Matarrese, imprenditore e dirigente sportivo italiano (n. 1937)
- 2016 - Mihaly Meszaros, attore ungherese (n. 1939)
- 2016 - Chips Moman, chitarrista, produttore discografico e paroliere statunitense (n. 1937)
- 2016 - Potito Salatto, politico italiano (n. 1942)
- 2017 - Philip Gossett, musicologo, storico e saggista statunitense (n. 1941)
- 2017 - Mauro Lessi, allenatore di calcio e calciatore italiano (n. 1935)
- 2017 - Milka Milinković, atleta paralimpica croata (n. 1955)
- 2017 - Patricia Mountbatten, II contessa Mountbatten di Birmania, nobile britannica (n. 1924)
- 2017 - Anita Pallenberg, modella, attrice e stilista italiana (n. 1942)
- 2017 - Ulf Stark, scrittore e sceneggiatore svedese (n. 1944)
- 2017 - Rick Tuten, giocatore di football americano statunitense (n. 1965)
- 2018 - Benedetto Cottone, politico italiano (n. 1917)
- 2018 - Emilio De Rose, politico e medico italiano (n. 1939)
- 2018 - Anne Donovan, cestista e allenatrice di pallacanestro statunitense (n. 1961)
- 2018 - D. J. Fontana, musicista statunitense (n. 1931)
- 2018 - Ilija Lukić, allenatore di calcio e calciatore jugoslavo (n. 1942)
- 2018 - Ronald I. Meshbesher, avvocato e giurista statunitense (n. 1933)
- 2018 - Charles Vinci, sollevatore statunitense (n. 1933)
- 2019 - Pat Bowlen, dirigente sportivo statunitense (n. 1944)
- 2019 - Rachele Farina, storica italiana (n. 1930)
- 2019 - Armando Fernández, fumettista argentino (n. 1945)
- 2019 - Edith González, attrice e conduttrice televisiva messicana (n. 1964)
- 2019 - Şeref Has, calciatore turco (n. 1936)
- 2019 - Rosario Parmegiani, pallanuotista italiano (n. 1937)
- 2019 - Jiří Pospíšil, cestista cecoslovacco (n. 1950)
- 2020 - Dick Garmaker, cestista statunitense (n. 1932)
- 2020 - Nic Jorge, cestista e allenatore di pallacanestro filippino (n. 1942)
- 2020 - Jean Raspail, esploratore e romanziere francese (n. 1925)
- 2020 - Marc Zermati, produttore discografico francese (n. 1945)
- 2021 - Ned Beatty, attore statunitense (n. 1937)
- 2021 - Franco Calamida, politico e giornalista italiano (n. 1938)
- 2021 - Michael Deffert, attore e doppiatore tedesco (n. 1968)
- 2021 - Sven Erlander, matematico svedese (n. 1934)
- 2021 - Toeti Heraty, poetessa indonesiana (n. 1933)
- 2021 - Carlos Geraldo Langoni, economista e banchiere brasiliano (n. 1944)
- 2021 - Nikita Mandryka, fumettista francese (n. 1940)
- 2021 - Ziona, religioso indiano (n. 1945)
- 2022 - Franklin Anangonó, calciatore e allenatore di calcio ecuadoriano (n. 1974)
- 2022 - Domenico Bosatelli, imprenditore italiano (n. 1933)
- 2022 - Noel Campbell, calciatore e allenatore di calcio irlandese (n. 1949)
- 2022 - Cosimo Di Lauro, mafioso italiano (n. 1973)
- 2022 - Anatolij Michajlov, ostacolista sovietico (n. 1936)
- 2022 - Akeem Omolade, calciatore nigeriano (n. 1983)
- 2022 - Carlos Ortiz, pugile portoricano (n. 1936)
- 2022 - Giuseppe Pericu, politico e avvocato italiano (n. 1937)
- 2022 - Rolando Serrano, calciatore colombiano (n. 1938)
- 2023 - Philippe Borer, violinista e insegnante svizzero (n. 1955)
- 2023 - Edward Fredkin, fisico statunitense (n. 1934)
- 2023 - James Edward Goettsche, organista statunitense (n. 1942)
- 2023 - Knut Kolle, calciatore norvegese (n. 1945)
- 2023 - Viktor Lisickij, ginnasta sovietico (n. 1939)
- 2023 - Cormac McCarthy, scrittore, drammaturgo e sceneggiatore statunitense (n. 1933)
- 2023 - Paul Rendall, rugbista a 15 britannico (n. 1954)
- 2024 - Luciano Arcuri, psicologo italiano (n. 1940)
- 2024 - Tommy Banks, calciatore inglese (n. 1929)
- 2024 - Angela Bofill, cantante statunitense (n. 1954)
- 2024 - Benji Gregory, attore e doppiatore statunitense (n. 1978)
- 2025 - Mohammad Bagheri, generale iraniano (n. 1960)
- 2025 - Barney Daniels, calciatore inglese (n. 1950)
- 2025 - Franzo Grande Stevens, avvocato italiano (n. 1928)
- 2025 - Amir Ali Hajizadeh, generale iraniano (n. 1961)
- 2025 - Sandro Pignatti, botanico e ecologo italiano (n. 1930)
- 2025 - Gholam Ali Rashid, generale iraniano (n. 1953)
- 2025 - Hossein Salami, generale iraniano (n. 1960)
- 2025 - Artur Santos, calciatore portoghese (n. 1931)